# Patrick Kronenberger
Patrick Kronenberger (* 11. November 1988 in Hanau) ist ein deutscher Musiker und Komponist.

## Leben
Patrick Kronenberger wuchs im Hanauer Stadtteil Großauheim auf.
Im Jahr 2011 gründete er die englischsprachige Rockband SuperCircus, die an den J-Rock Stil angelehnt war. Anfang 2012 erschien die erste und einzige Maxi-Single mit dem Namen Stop Playing Games With Me über die Meisel Musikverlage. Während dieser Zeit trat Patrick Kronenberger unter dem Künstlernamen Pat RoXx auf, unter welchem er im Mai 2012 seine erste Solo-Single Can You Hear Me veröffentlichte. Diesen Song schrieb er zusammen mit Paulo Mendonça. 2013 veröffentlichte Patrick Kronenberger erstmals ein klassisches Piano Instrumental-Album.
Im Jahr 2014 folgte die erste deutschsprachige Single Für einen letzten Versuch. Im Rahmen der Veröffentlichung des Songs trat Patrick Kronenberger als Vorgruppe bei der Deutschland-Tournee der US-amerikanischen Boyband O-Town auf.
2015 erschien seine zweite deutschsprachige Single Wie Früher.
Im März 2015 wurde Patrick Kronenberger von der thailändischen Prinzessin Ubol Ratana zum königlich thailändischen Kulturbotschafter ernannt und mit dem Thainess Award ausgezeichnet.
2016 verhalf er der 80er Jahre NDW Ikone Hubert Kah mit dem Song Niemand ist wie du zu seinem musikalischen Comeback.
Im Jahr 2017 veröffentlichte die deutsch-thailändische Sängerin Jannine Weigel den Song Zurück Zu Dir, den Patrick Kronenberger geschrieben hatte. Als Co-Autor war er am neuen Album von Leo Rojas an allen 13 Songs beteiligt.
Er komponierte 2018 die Single Lass das Leben auf uns Regnen für und zusammen mit Uwe Busse. Er ist als Co-Autor an dem Song Repeat auf dem Album Herz aus – Kopf an von Eloy de Jong beteiligt, welches mit Gold und Platin ausgezeichnet wurde. Im Dezember 2018 gewann Kronenberger bei den German Songwriting Awards. Kronenberger schrieb die Single Ohne dich kann das kein Sommer sein für die österreichische Gruppe Zweikanalton, die es in die Top 10 der Ö3 Austro Charts schaffte.
Im Jahr 2023 komponierte und veröffentlichte Kronenberger zusammen mit Uwe Busse den Song Wegfliegen, den die beiden in der ARD-TV-Sendung Immer wieder Sonntags präsentierten. 2024 wurde er Moderator bei BurningMusicTV und führte u.a. Interviews mit Peter Maffay, Bertram Engel und Bonnie Tyler. 
2025 veröffentlichte er die Single "Der Weg ist das Ziel".  

## Diskografie

### Alben
- 2013: Patrick Kronenberger – Essentia de magicis
- 2018: Patrick Kronenberger – Wonderland
- 2023: Patrick Kronenberger – Journeys

### Singles
- 2012: SuperCircus – Stop Playing Games With Me
- 2012: Pat RoXx – Can You Hear Me
- 2014: Patrick Kronenberger – Für einen letzten Versuch
- 2015: Patrick Kronenberger – Wie früher
- 2023: Busse x Kronenberger – Wegfliegen
- 2025 Patrick Kronenberger - Der Weg ist das Ziel

### Autor und/oder Produzent
- 2016 Zeppelinherz (Christina Stürmer, Album Seite an Seite, Polydor/Island Universal Music Group)
- 2016 Niemand ist wie Du (Hubert Kah, EP Niemand ist wie Du, Believe Digital)
- 2017 Zurück Zu Dir (Jannine Weigel, Single, Universal Publishing Production Music)
- 2017 Leo Rojas (Leo Rojas, Album, Telamo)
- 2018 Lass das Leben auf uns regnen (Uwe Busse, Album Regenbogenland, Telamo)
- 2018 Repeat (Eloy de Jong, Album Herz aus – Kopf an, Telamo)
- 2018 Ohne dich kann das kein Sommer sein (Zweikanalton, Single, Universal Music Group)
- 2020 Senorita (Norman Langen, Single, Telamo)
- 2021 Leuchtfeuer (Paulina Wagner, Album Vielleicht verliebt, Telamo)
- 2021 Engel der Nacht (Silvio d’Anza, Album Viva Amor, MCP)
- 2022 Was ist schon normal (Annemarie Eilfeld, Single, Viamusic)
- 2023 Vielleicht für immer (Christian Lais, Album Anders, Telamo)
- 2024 Drachen steigen (Uwe Busse, Single, Big Ears Musikverlag)

## Ehrungen und Auszeichnungen
- 2015 TAT Thainess Award[15]
- 2018 German Songwriting Award